# Ángel Hurtado
Ángel Hurtado (El Tocuyo, Venezuela, 27 de octubre de 1927), es un artista visual y cineasta venezolano, conocido tanto por su obra pictórica, como por su obra de cine documental sobre artistas plásticos latinoamericanos como Jesús Soto, Cruz-Diez, Alejandro Otero, José Luis Cuevas, Héctor Poleo, Joaquín Torres García, José Antonio Velásquez, entre otros.

## Biografía

### Primeros años
Hurtado nace en la ciudad de El Tocuyo, Estado Lara. Allí se inicia como pintor guiado por su abuela materna, María de Leña.
También en El Tocuyo recibirá lecciones de Octavio Alvarado y Che María Giménez con quien participa, a los 18 años, en su primera colectiva con óleos, dibujos y miniaturas en porcelana, bajo los auspicios de la revista la Quincena Literaria, en el centro recreativo de El Tocuyo.

### Estudios formales e inicios como pintor
Gracias a una beca el Ministerio de Educación se inscribe en la Escuela de Artes Plásticas y Aplicadas de Caracas. En 1947 se inscribe en los cursos nocturnos de artes gráficas dirigidos por Ángel González donde tendrá como maestros a Mateo Manaure y Rafael Monasterios.
En 1949 recibe el premio del X Salón Oficial para estudiantes de artes plásticas y el premio en el VIII Salón Arturo Michelena.
Entre 1950 y 1952 pintará junto a otros colegas que experimentan con la abtracción como Jesús Soto, Cruz-Diez, Pedro León Zapata. Así mismo conocerá a intelectuales como Guillermo Meneses y Sofía Ímber. Es durante esta época que realizará sus fotografías a Reverón, en La Guaira.
En 1954 viaja a España, luego a París donde estudiará  en La Sorbona encontrándose allí con grandes artistas y comparte sus actividades entre el mundo de la plástica y la cinematografía. En 1957 expone en Venezuela, en Brasil y en Washington, donde expone en la Unión Panamericana.

Como pintor, primero se identificó en lo abstracto contemporáneo, y en su evolucionar pictórico, sus creaciones pasan de abstraccionismo geométrico rítmico hacia abstraccionismo orgánico, que luego se vuelve expresionista. Su grafismo, afianzado en sus años en París, se distingue bajo formas articuladas y dinámicas conformado por barras negras que destacan sobre atmósferas nocturnas, sombrías pero a la vez transparentes.

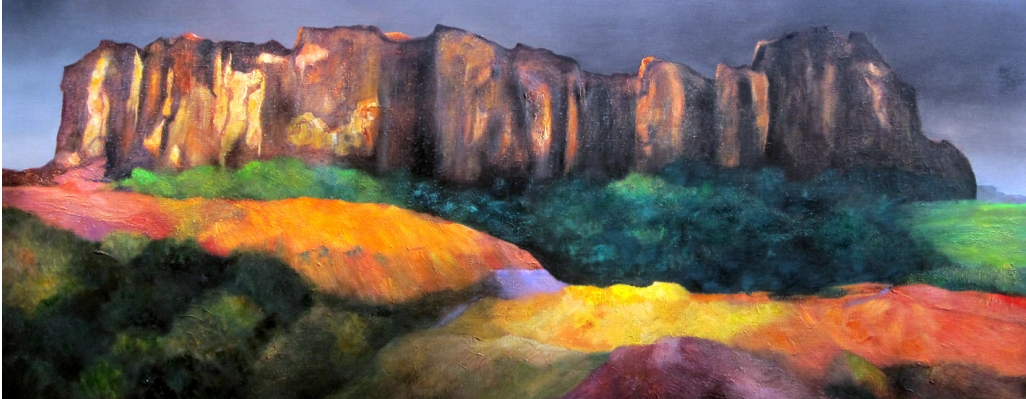
Obra de Ángel Hurtado.

### Cineasta
Da sus primeros pasos en el cine durante la década de los 50. En 1955 es proyectada su primera creación cinematográfica: Vibrations, un cortometraje sobre la obra cinética de Jesús Soto, con música electroacústica de André Almuro.
En 1957 estrena en París su primera película de ficción La chambre d'à côté. Así mismo, trabaja como asesor artístico en L'Ombre familière de Maurice Pialat, entre otras.
En 1960 realiza en París Fisicromías Nº 1, sobre la obra de Carlos Cruz-Diez, con música electrónica de Antonio Estévez. En 1961 estrena su cortometraje La habitación de al lado.
Para ese mismo año regresa a Caracas como profesor de pintura, dibujo y fotografía en la Escuela Cristóbal Rojas y en 1962 enseña sobre periodismo documental en la UCV y dirigió el departamento de cine de la Televisora Nacional de Venezuela. En esta época colaborará con Alfredo Armas Alfonzo, Alfredo Boulton, Clara Sujo y Miguel Arroyo.
En 1962 realizó su segunda película de ficción: La metamorfosis, una adaptación de la novela de Franz Kafka según la traducción de Jorge Luis Borges. Esta película será una de las primeras adaptaciones hechas de esta novela.La película contará con una banda sonora de música concreta y electroacústica compuesta por Miguel Ángel Fuster.
Hurtado recibe el premio especial del jurado del Festival de Venecia en la Bienal de 1964 por otra obra titulada El mundo del pintor.
En 1964 regresa a Europa y trabaja para el cine y la televisión francesa, la OEA, la UNESCO, el Museo de Arte de las Américas y el Museo de Arte Contemporáneo de Caracas. Durante esto años llevará a cabo numerosos documentales sobre artistas como Stravinsky, Alejandro Otero, Alirio Díaz, José Luis Cuevas, Héctor Poleo, Joaquín Torres García, José Antonio Velásquez, entre otros.
Entre 1980 y 1988 filma una serie de documentales para la OEA, entre los que se encuentran: Los artistas hablan. Una conversación con los artistas Alejandro Obregón, Fernando de Szyszlo, Enrique Grau, Raquel Forner y Eduardo Ramírez Villamizar; Dominica, the Nature Island; La Leyenda de El Dorado; Come to Saint Lucía; Soto, una Nueva Visión del Arte, Francisco Oller, un artista de Puerto Rico del siglo XIX.

## Legado
Hurtado ha tenido una larga y prolífica trayectoria como pintor y cineasta. Su carrera como director cuenta con más de 50 producciones fílmicas.

## Filmografía

### Cine documental
- 2013 Carlos Cruz-Diez: A New Vision of Color
- 2007 Reverón en Nueva York
- 2005 Volúmenes Flotantes
- 1992 Primera Bienal del Caribe y Centro América
- 1991 Museo de Arte Contemporáneo Sofía Ímber
- 1982 Alejandro Otero en Venecia
- 1979 The Magic Workshop of Reverón
- 1978 Las pirámides del sol y de la luna
- 1978 Ritmos de Haití
- 1977 La Antigua, Monumento de América
- 1977 Guatemala, tierra del color
- 1976 Delta Solar y las cuatro estaciones
- 1976 Honduras, un mundo en sí mismo
- 1975 Jamaican Heritage
- 1975 El rugido de los Dioses
- 1975 Poleo y la Figuración Poética
- 1975 Realidad y Alucinación de José Luis Cuevas
- 1974 Torres-García y el Universalismo Constructivo
- 1974 Barbados: una cultura en progreso
- 1973 Punto de Encuentro
- 1973 Soto
- 1972 El Mundo de un Pintor Primitivo
- 1972 Moiré
- 1969 Soto
- 1968 El Tamunangue
- 1967 El Arte Cinético
- 1967 Fisicromías Nº 2
- 1964 El Mundo del Pintor
- 1964 Los Tambores de San Juan
- 1962 VibrationSoto
- 1962 La Cerámica de Seka
- 1962  La habitación de al lado
- 1961 Imágenes Coloniales
- 1961 La Vida de Cristóbal Rojas
- 1961 Los Retratos de Bolívar
- 1961 Así nace un mural
- 1961 Pedro Ángel González ante el paisaje y sus recuerdos
- 1961 Cinco Escultores Modernos La Cerámica
- 1961 Strawinsky ensaya Petrouschka
- 1961 Alirio Díaz ensaya Castelnuovo Tedesco
- 1961 Celibidache ensaya Brahms
- 1960 Fisicromías Nº 1
- 1960 Venecia
- 1955 Vibrations

### Cine de ficción
- 1962 La metamorfosis
- 1960 Al fin solo
- 1957 La chambre d’à côté